# برییف بی‌ئی-۲۰۰

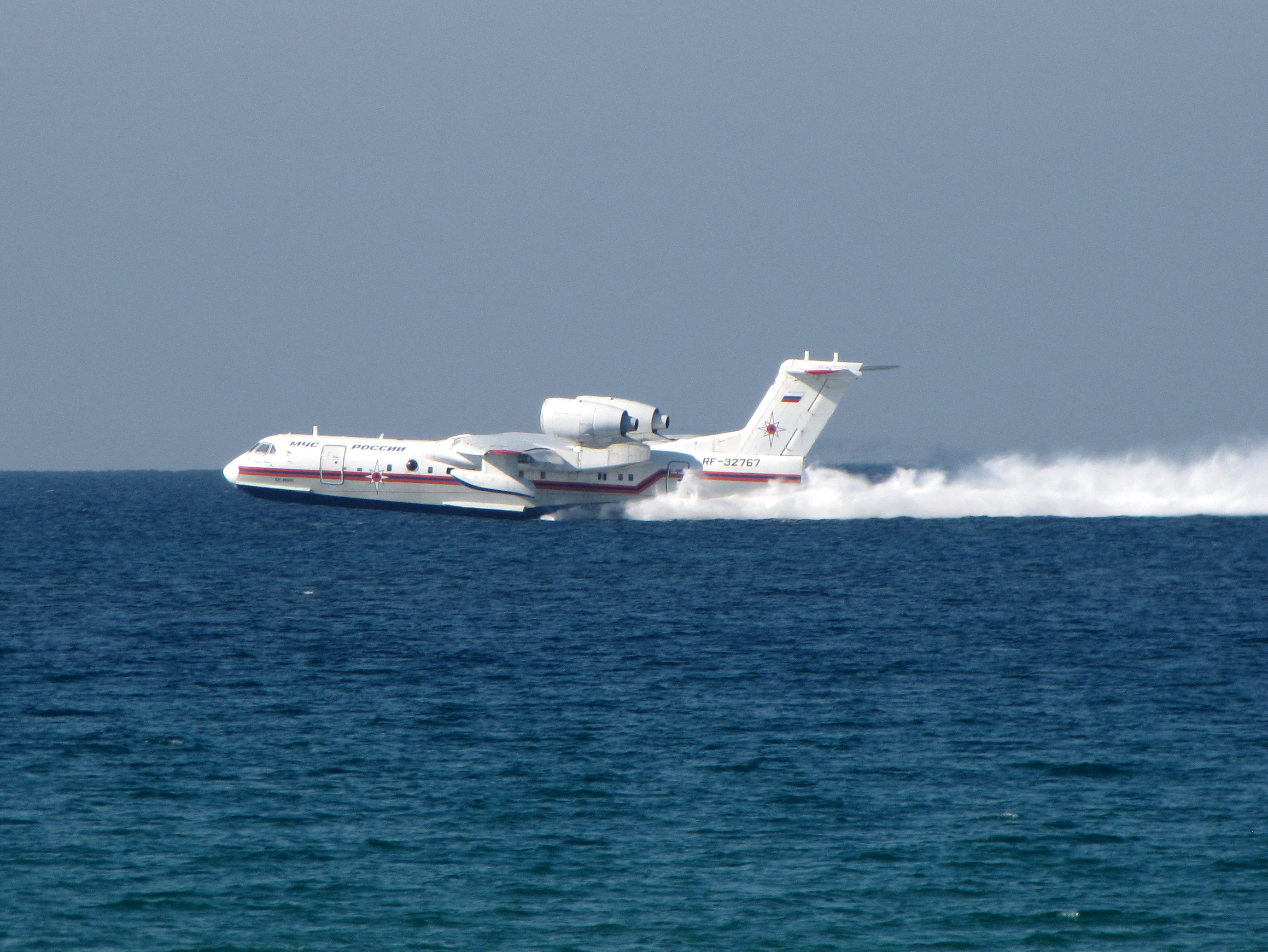
برییف بی‌ئی-۲۰۰ در حال برداشت آب در دریای مدیترانه

برییف بی‌ئی-۲۰۰ آلتایر (روسی: Бериев Бе-۲۰۰) یک هواپیمای آبی خاکی دومنظوره است که توسط شرکت هواپیمایی برییف طراحی شده و توسط ایرکوت ساخته شده‌است. این هواپیما به عنوان آتش‌نشانی هوایی، عملیات امداد و نجات، گشت دریایی، ترابری بار و مسافر طراحی شده‌است و دارای ظرفیت ۱۲۰۰۰ لیتر (۳٬۱۷۰ گالن آمریکا) و حداکثر ۷۲ مسافر است.